# 每英寸点数

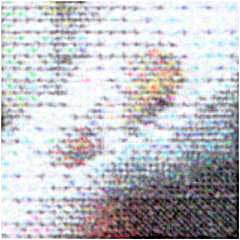
噴墨打印機以較低質量在約 0.25 平方英寸的範圍内按 150 dpi 打印的效果的特寫

DPI（英語：Dots Per Inch，每英寸点数）是一个量度單位，用於點陣數位影像，意思是指每一英吋長度中，取樣或可顯示或輸出點的數目。如：印表機輸出可達300DPI的解析度，表示印表機可以在每一平方英吋的面積中可以輸出300X300＝90000個輸出點。
印表機所設定之解析度的DPI值越高，印出的圖像會越精細。印表機通常可以調校解析度。例如撞針印表機，解析度通常是60至90 DPI。噴墨印表機則可達300~720 DPI。激光印表機則有600~1200 DPI。

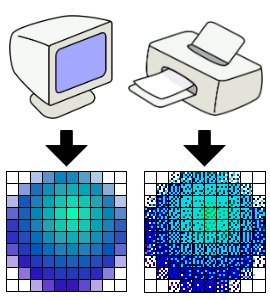
ppi（左）和 DPI（右）的比較

一般顯示器為96 DPI，印刷所需點陣圖的DPI數則視印刷網線數而定。一般150線印刷品質需要350 DPI的點陣圖。而這裡的D（dot）就是像素（pixel）。
因為印表機的混色方式是CMYK，所以色彩（也就是色域）表現不如螢幕的RGB色光表現來的多與鮮豔，以至於印表機的DPI應該大於顯示器的PPI（Pixels Per Inch，像素每英寸），才能與RGB在螢幕有差不多的畫質細膩表現。大部分顯示器每像素每種原色都可以有256個層次，合起來則有2563種顏色，也就是256 x 256 x 256 = 16777216 色，也就是24bit的真彩色。而印表機則僅有16位色左右，因此印表機常常利用中間色或抖動等方法來製造更多顏色的效果，故此其解析度相當重要。
除了 DPI 外，亦有建議使用DPCM（dots per centimeter）。DPCM和 DPI都納入了CSS3的方案內。
掃瞄器的取樣分辨率有時會用DPI來量度，但更好的做法是用每英寸取样数（SPI）。
鼠标的光电传感器灵敏度常用DPI来量度，但会受显示设备和操作系统分辨率设置的影响，更好的做法是用每英寸测量数（CPI）。